# O Agente da U.N.C.L.E. (filme)
O Agente da U.N.C.L.E. (em inglês:  The Man from U.N.C.L.E.)[carece de fontes?] é um filme estado-unidense dos géneros ação, aventura, comédia e espionagem de 2015, realizado por Guy Ritchie e produzido por Lionel Wigram. Foi baseado na série homónima de 1964, criada por Sam Rolfe no estúdio MGM. O filme é protagonizado por Henry Cavill, Armie Hammer, Alicia Vikander, Elizabeth Debicki, Jared Harris e Hugh Grant. Foi lançado nos Estados Unidos a 14 de agosto de 2015 e em Portugal e no Brasil foi exibido a 3 de setembro de 2015. Em Angola o filme foi lançado nos cinemas a 04 de setembro e em Moçambique a 11 de setembro do mesmo ano.

## Sinopse
Em 1963, durante auge da  Guerra Fria, os até então inimigos mortais, Napoleon Solo (melhor agente da CIA), e Illya Kuryakin (melhor espião da KGB), são forçados a trabalhar juntos para derrotar  uma misteriosa organização criminosa, conhecida apenas como THRUSH, que ameaça usar armas nucleares para dominar o mundo.[carece de fontes?]

## Elenco
- Henry Cavill[7] como Napoleon Solo
- Armie Hammer[8] como Illya Kuryakin
- Alicia Vikander[9] como Gaby Teller
- Elizabeth Debicki[10] como Victoria Vinciguerra
- Sylvester Groth como tio Rudi
- Christian Berkel como Udo Teller
- Luca Calvani[11] como Alexander Vinciguerra
- Misha Kuznetsov como Oleg
- Jared Harris[12] como Adrian Saunders
- Hugh Grant[13] como Alexander Waverly

## Produção

### Desenvolvimento
Para produzir uma versão cinematográfica da série da década de 1960, o produtor John Davis adquiriu os direitos da série em 1993, onde assinou um contrato de desenvolvimento com a Warner Bros e com o produtor da série Norman Felton, para a adaptação cinematográfica. Davis estimou-se que encomendou doze dos catorze guiões diferentes ao longo dos vinte anos, com os argumentistas Jim Thomas, John Thomas, John Requa, Glenn Ficarra e Scott Z. Burns. Após o sucesso do filme Pulp Fiction, Quentin Tarantino pensou em participar da produção da adaptação cinematográfica, mas em vez disso, ele optou por produzir o filme Jackie Brown. Os realizadores Matthew Vaughn e David Dobkin continuaram a trabalhar no desenvolvimento do filme. Steven Soderbergh foi escolhido para realizar o filme junto com Scott Zz Burns. Scott começou a trabalhar no guião em março de 2012. Os executivos da Warner Bros. queriam que o orçamento fosse menos de sessenta milhões de dólares, mas Soderbergh disse que esse valor não seria adequado para financiar os sets das filmagens e a ambientação internacional da década de 1960. Emily Blunt tinha sido escalada para atuar como a protagonista, mas Soderbergh desistiu do papel, em novembro de 2011.
Guy Ritchie foi contratado para o filme em março de 2013. Em 31 de julho de 2013, foi anunciado que a adaptação de Ritchie começaria a ser filmada em Londres e Itália, em setembro de 2013.

### Seleção de elenco
Em novembro de 2010, George Clooney mostrou interesse em participar do filme e estava em negociações para fazer o papel principal de Napoleon Solo, mas ele saiu em setembro de 2011, devido a uma lesão nas costas recorrente. Após a saída de Clooney, os atores Joseph Gordon-Levitt, Ryan Gosling, Channing Tatum, Alexander Skarsgård, Ewan McGregor, Robert Pattinson, Matt Damon, Christian Bale, Michael Fassbender, Bradley Cooper, Leonardo DiCaprio, Joel Kinnaman, Russell Crowe, Chris Pine, Ryan Reynolds e Jon Hamm foram considerados para o papel principal. Em 18 de março de 2013, Tom Cruise estava em negociações para interpretar o protagonista no filme. Armie Hammer foi escalado para o papel principal de Illya Kuryakin, em 24 de abril de 2013, com Cruise como Solo. A atriz sueca Alicia Vikander entrou para o elenco 8 de março de 2013, para interpretar a protagonista. Em 23 de maio de 2013, Cruise desistiu do filme, devido ao seu compromisso de gravação com o filme Missão Impossível: Nação Secreta. O ator britânico Henry Cavill substituiu Cruise no papel principal. Elizabeth Debicki foi escalada para o papel da mulher fatal, em 31 de julho de 2013; Rose Byrne e Charlize Theron foram consideradas anteriormente para o papel. Em 8 de agosto de 2013, Hugh Grant foi escalado para ser o futuro chefe do Comando da Rede Unida para a Lei e sua Aplicação ou U.N.C.L.E. (sigla em inglês para United Network Command for Law and Enforcement). Em 4 de setembro de 2013, Jared Harris foi escalado para interpretar Saunders, e Luca Calvani foi escalado para interpretar Alexander, o vilão principal do filme. Simona Caparrini foi escalada interpretar Contessa.

### Filmagens
As filmagens foram iniciadas em 9 de setembro de 2013. Em 25 de outubro de 2013, as filmagens foram realizadas no Old Royal Naval College, em Greenwich e Royal Victoria Dock, em Londres e no Circuito de Goodwood, em West Sussex, Reino Unido.

### Música
Em 17 de julho de 2014, Daniel Pemberton foi contratado para compor a banda sonora do filme e escolher as músicas. A banda sonora foi lançada a 14 de agosto de 2015.
| Lista de faixas |                                       |                   |         |  |
| N.º             | Título                                | Artista           | Duração |  |
| 1.              | "Compared To What"                    | Roberta Flack     | 5:16    |  |
| 2.              | "Out Of The Garage"                   | Daniel Pemberton  | 3:47    |  |
| 3.              | "His Name Is Napoleon Solo"           | Daniel Pemberton  | 2:38    |  |
| 4.              | "Escape From East Berlin"             | Daniel Pemberton  | 4:25    |  |
| 5.              | "Jimmy, Renda-se"                     | Tom Zé & Valdez   | 3:39    |  |
| 6.              | "Mission: Rome"                       | Daniel Pemberton  | 2:40    |  |
| 7.              | "The Vinciguerra Affair"              | Daniel Pemberton  | 3:22    |  |
| 8.              | "Bugs, Beats and Bowties"             | Daniel Pemberton  | 1:52    |  |
| 9.              | "Cry To Me"                           | Solomon Burke     | 2:36    |  |
| 10.             | "Five Months, Two Weeks, Two Days"    | Louis Prima       | 2:09    |  |
| 11.             | "Signori Toileto Italiano"            | Daniel Pemberton  | 2:37    |  |
| 12.             | "Breaking In (Searching The Factory)" | Daniel Pemberton  | 3:04    |  |
| 13.             | "Breaking Out (The Cowboy Escapes)"   | Daniel Pemberton  | 2:04    |  |
| 14.             | "Che Vuole Questa Musica Stasera"     | Peppino Gagliardi | 3:36    |  |
| 15.             | "Into The Lair (Betrayal Part I)"     | Daniel Pemberton  | 1:47    |  |
| 16.             | "Laced Drinks (Betrayal Part II)"     | Daniel Pemberton  | 3:40    |  |
| 17.             | "Il Mio Regno"                        | Luigi Tenco       | 2:23    |  |
| 18.             | "Circular Story"                      | Daniel Pemberton  | 4:03    |  |
| 19.             | "The Drums Of War"                    | Daniel Pemberton  | 5:11    |  |
| 20.             | "Take You Down"                       | Daniel Pemberton  | 3:26    |  |
| 21.             | "We Have Location"                    | Daniel Pemberton  | 2:29    |  |
| 22.             | "A Last Drink"                        | Daniel Pemberton  | 1:48    |  |
| 23.             | "Take Care Of Business"               | Nina Simone       | 2:04    |  |
| 24.             | "The Unfinished Kiss"                 | Daniel Pemberton  | 2:43    |  |
| 25.             | "The Red Mist"                        | Daniel Pemberton  | 2:10    |  |
| 26.             | "The Switch"                          | Daniel Pemberton  | 0:58    |  |
| 27.             | "Warhead"                             | Daniel Pemberton  | 2:18    |  |
| 28.             | "Fists"                               | Daniel Pemberton  | 1:48    |  |

## Lançamento
Anteriormente, a data para o lançamento fora marcada para 16 de janeiro de 2015 nos Estados Unidos, mas no dia 12 de agosto de 2014, a Warner Bros adiou para 14 de agosto de 2015. O trailer foi lançado em fevereiro de 2015.
Nos países lusófonos o filme foi lançado a 03 de setembro de 2015, sob a distribuição da Warner Bros. Pictures Brasil e da NOS Audiovisuais (Portugal e Países Africanos de Língua Oficial Portuguesa). Em Angola o filme foi exibido a 04 de setembro de 2015 e em Moçambique a 11 de setembro do mesmo ano.

## Recepção
O Agente da U.N.C.L.E. teve apreciação mista por parte da crítica especializada. Com base em uma classificação de 68% e 291 avaliações profissionais, uma pontuação de 6.20/10 no Rotten Tomatoes, com o consenso: "O Agente da U.N.C.L.E. tenta distrair a partir de uma história banal com estrelas carismáticas e um conjunto de peças efervescentes, somando-se a um suspense de acção irregular com apenas um estilo suficiente para superar sua falta de substância." No Metacritic, o filme alcançou uma pontuação de 56/100, baseada em 40 críticas, indicando as "críticas mistas ou médias". No CinemaScore, o público deu ao filme uma nota média de "B" em uma escala de A+ à F.

## Reconhecimentos
| Ano  | Prémios                                                     | Categorias                                                        | Destinatários e nomeados | Resultado | Referências |
| ---- | ----------------------------------------------------------- | ----------------------------------------------------------------- | ------------------------ | --------- | ----------- |
| 2015 | Sociedade dos Críticos de Cinema de San Diego               | Body of Work                                                      | Alicia Vikander          | Venceu    | [ 43 ]      |
| 2015 | Associação Internacional dos Críticos de Música para Cinema | Melhor banda sonora de filme do género ação, aventura ou suspense | Daniel Pemberton         | Indicado  | [ 44 ]      |
| 2015 | Schmoes de Ouro                                             | Filme mais subestimado do ano                                     | The Man from U.N.C.L.E.  | Indicado  | [ 45 ]      |
| 2016 | Prémios da Associação de Críticos de Cinema de Central Ohio | Ator ou atriz do ano                                              | Alicia Vikander          | Venceu    | [ 46 ]      |
| 2016 | Prémios da Associação de Críticos de Cinema de Central Ohio | Melhor artista novo                                               | Alicia Vikander          | Venceu    | [ 46 ]      |
| 2016 | Associação dos Críticos de Cinema da Geórgia                | Prémio de melhor revelação                                        | Alicia Vikander          | Venceu    | [ 47 ]      |
| 2016 | Prémios da Academia Mundial da Banda Sonora                 | Prémio do Público                                                 | Daniel Pemberton         | Indicado  | [ 48 ]      |